# Schloss Niedernberg

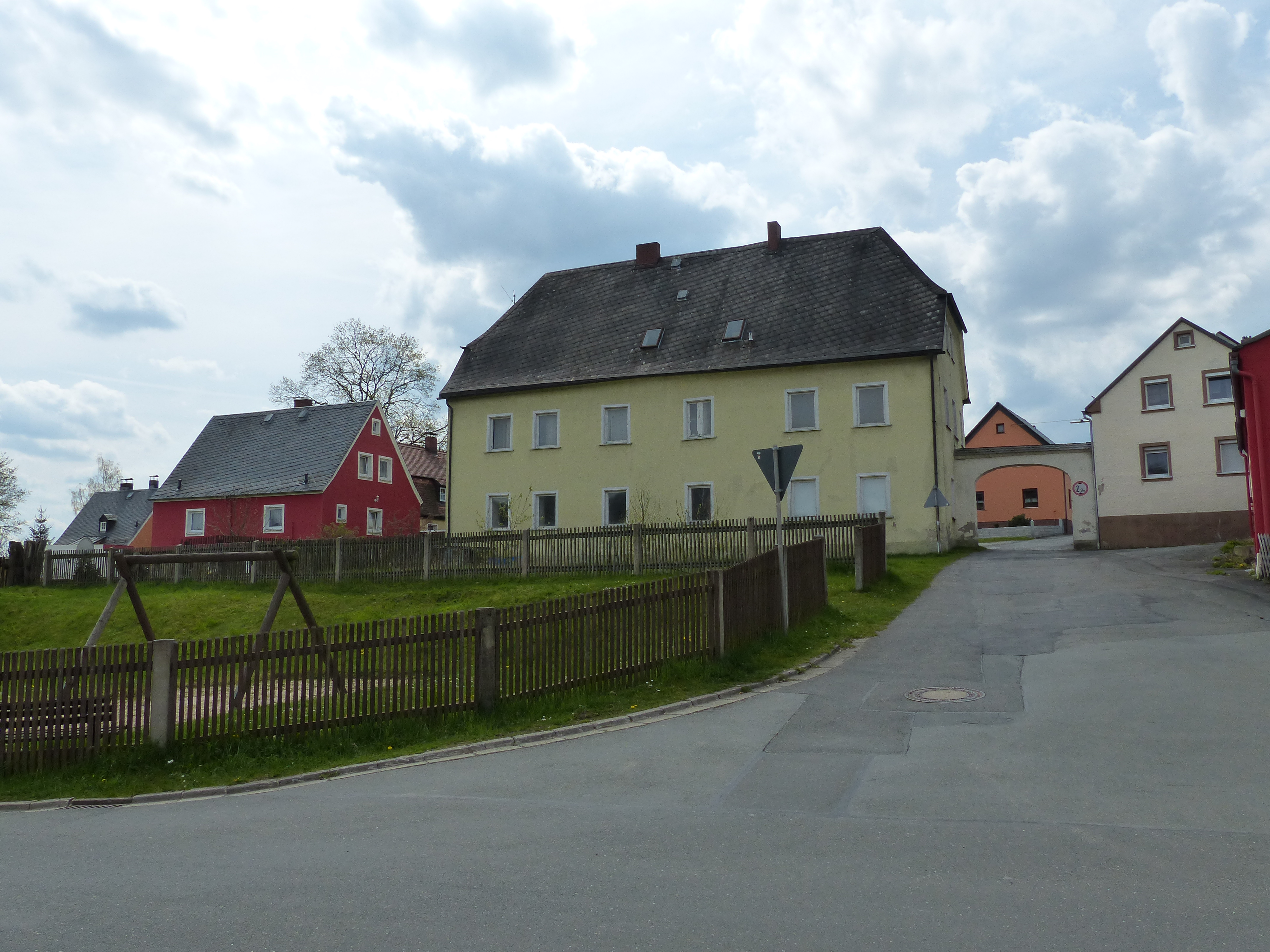
Frontansicht von Schloss Niedernberg

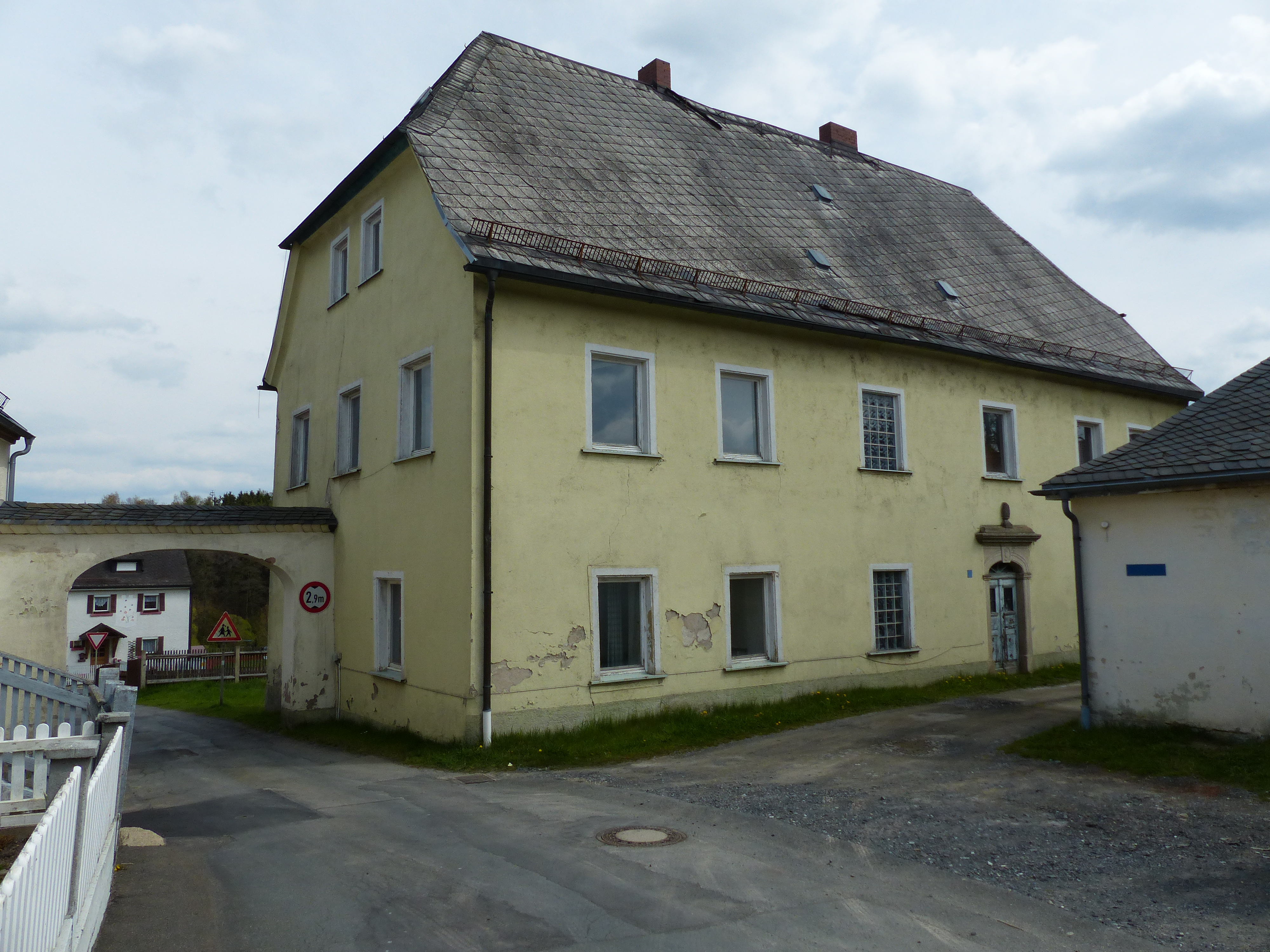
Innenansicht mit verbautem Schlosshof

Das Schloss Niedernberg ist ein Schloss in Regnitzlosau im oberfränkischen Landkreis Hof.
Das Rittergut Niedernberg gelangte 1524 von Kursachsen an das Markgraftum Brandenburg-Kulmbach und war Teil der landsässigen Vogtländischen Ritterschaft. Der Name Niedernberg ist im Kontrast zum Schloss Hohenberg zu verstehen. Wahrscheinlich war das Schloss zunächst im Besitz derer von Künsberg und gelangte Ende des 16. Jahrhunderts über die Familie von Feilitzsch an die Familie von Reitzenstein. Ab 1768 wechselten die Besitzer mehrmals.
Das Schloss wurde 1685 nach einem Brand wiedererrichtet. Der weitgehend schmucklose Bau verfügt über ein Eingangsportal im bebauten Schlosshof. Der zweigeschossige Halbwalmdachbau steht unter Denkmalschutz.

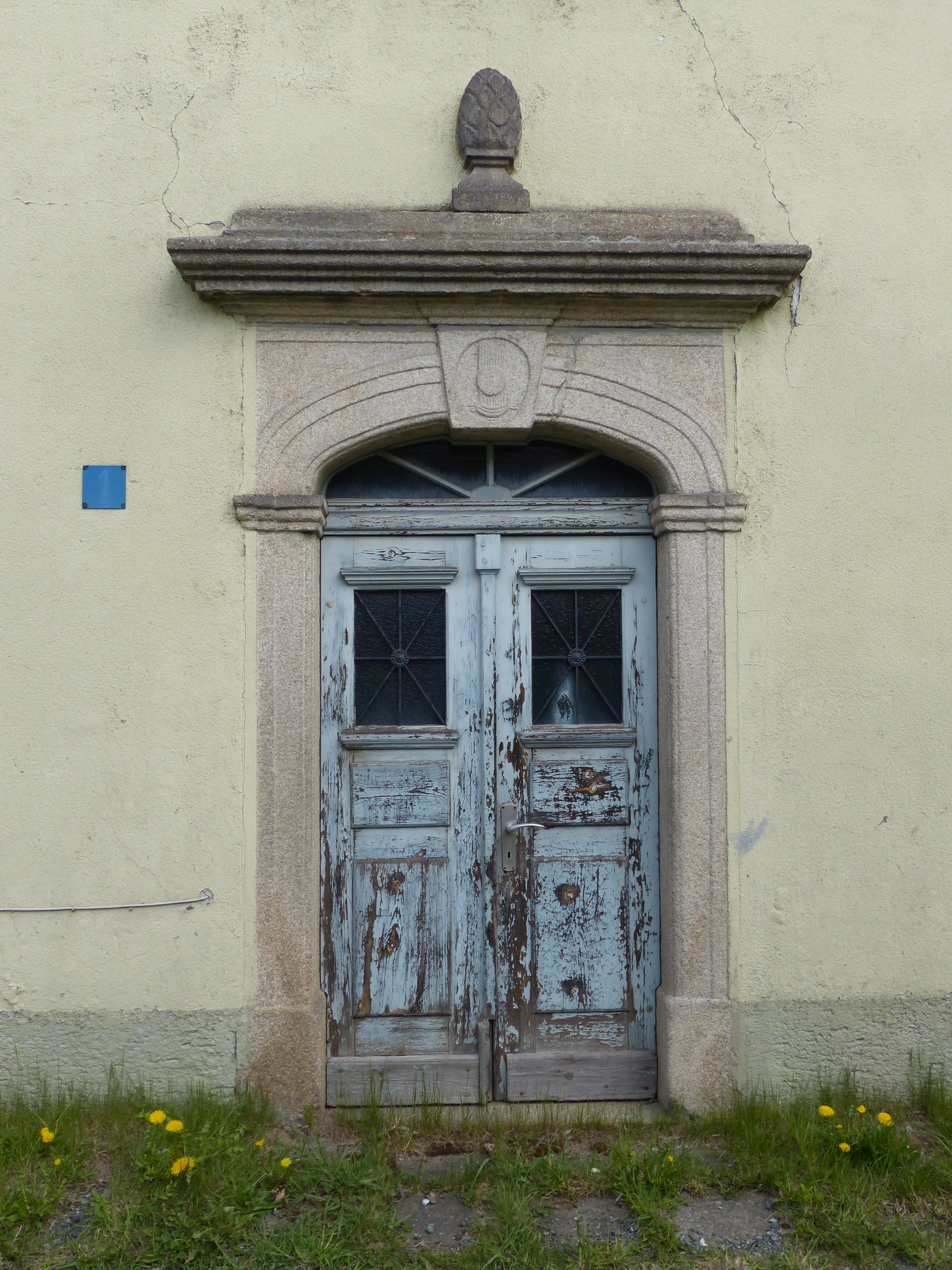
Eingangsportal
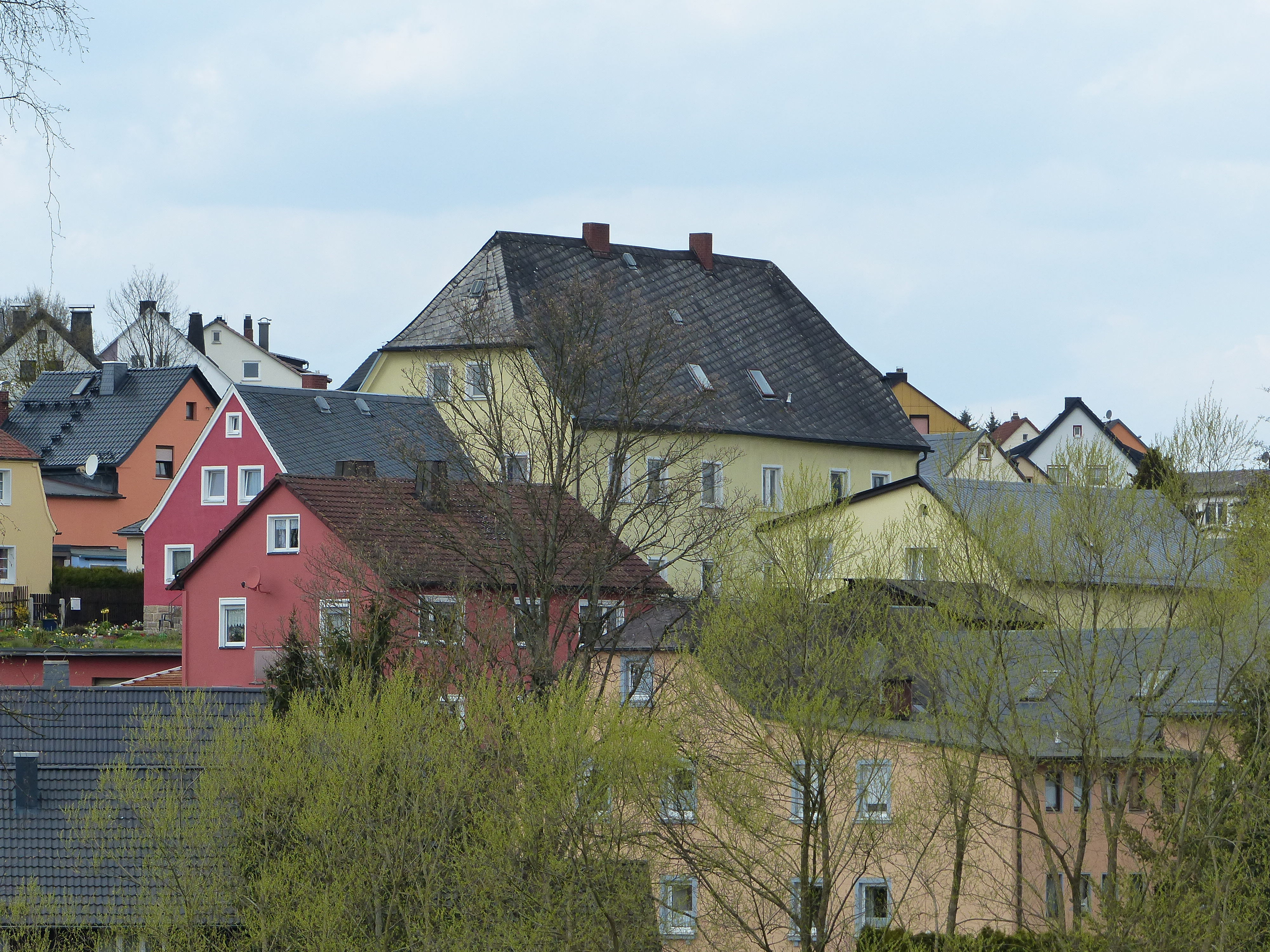
Ansicht aus Richtung Hohenberg